# 車輪配置 2-8-0

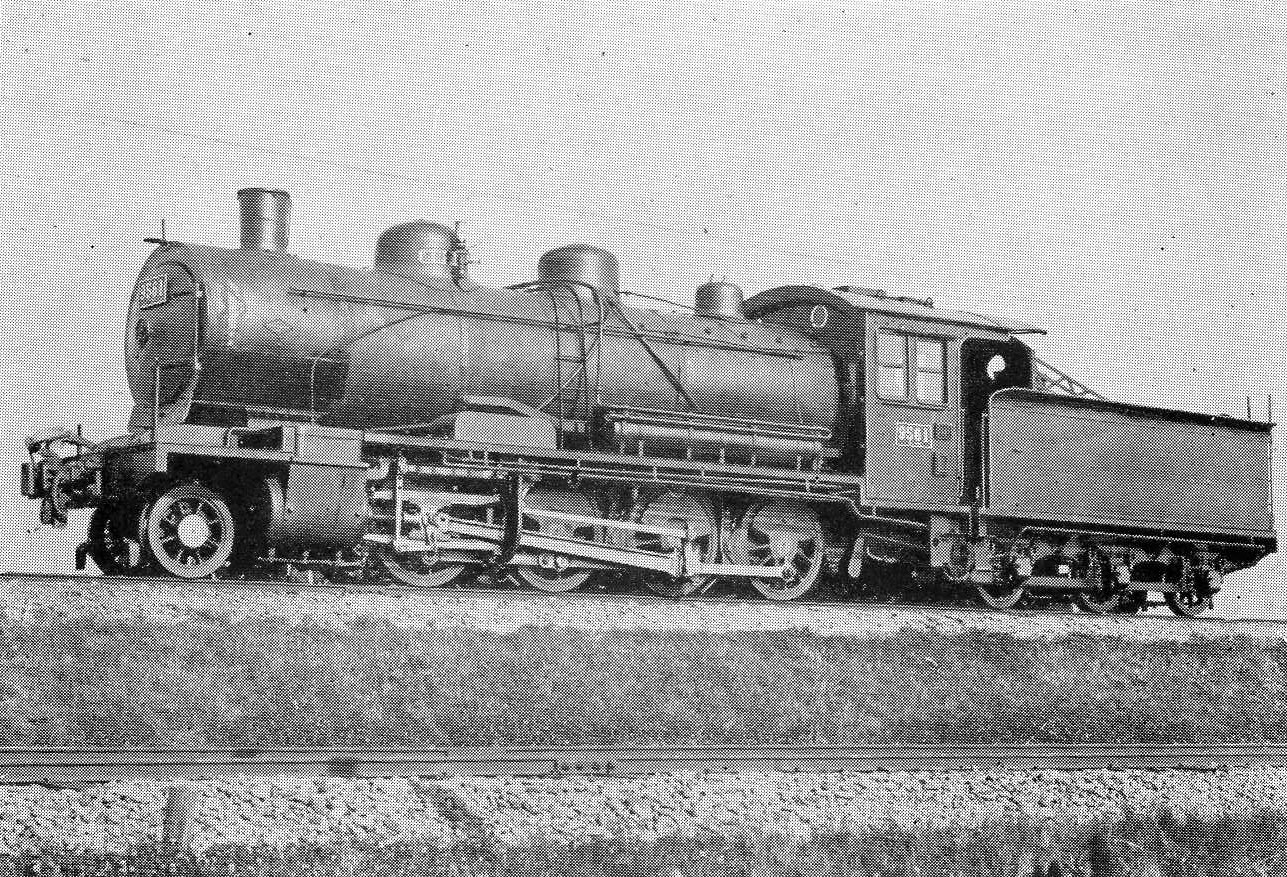
国鉄9550形蒸気機関車

車輪配置 2-8-0 (しゃりんはいち2-8-0、ホワイト式分類)は1軸先輪・4軸動輪で構成されるものをさす。アメリカ式分類での愛称は「コンソリデーション (Consolidation)」。

## 概要
2-8-0という車輪配置は、アメリカのペンシルバニア鉄道の主任技術者ジョン・レアードが最初に作ったとされているが、これは0-8-0に先輪をつけただけのものであった。
1865年、同じくアメリカのリーハイ・バレー鉄道主任技術者のアレクサンダー・ミッチェルは、すでに完成されていたモーガル（2-6-0）の技術を応用し、「左右の先輪と第1動輪」・「左の第2～4動輪」・「右の第2～4動輪」のそれぞれをイコイライザーでつないで3点支持にしたものをボールドウィン社に製作させ、1866年に完成した。
この形式は0-8-0より高速走行が可能で、動輪数が多いので動輪が3軸以下の機関車より牽引力も強くできたことから1870年代頃から脚光を浴び始め、アメリカでは1950年までに輸出用を含め33000両も製造され、貨物用機関車として最もポピュラーで重要な地位を占めた。
従輪がない形式ではあるが、貨物用で動輪が小さいことから動輪上に火室をおいて広火室にした形式も製造され、日本にも輸入されたボールドウィン社の10-30E形のように同型同士でも、狭火室（国鉄9200形蒸気機関車）と広火室（国鉄9300形蒸気機関車）の双方のタイプが製造されていたケースもある。
なお、上記のようにメジャーな形式であったため、アメリカの土木技術者セオドア・クーパーが1894年に考案した、鉄道の橋梁における荷重計算（クーパー荷重）ではこの車輪配置の機関車が重連で走る時のモデルで計算がなされている。

## 各国の車輪配置 2-8-0の機関車
アメリカ合衆国
ペンシルバニア鉄道H6形蒸気機関車
 日本
国鉄9000形蒸気機関車
国鉄9050形蒸気機関車
国鉄9200形蒸気機関車
国鉄9300形蒸気機関車
国鉄9400形蒸気機関車
国鉄9500形蒸気機関車
国鉄9150形蒸気機関車
国鉄9550形蒸気機関車
国鉄9600形蒸気機関車
夕張鉄道11形蒸気機関車